# Калашњиково
Калашњиково (рус. Калашниково) насељено је место са административним статусом варошице (рус. посёлок городского типа) на северозападу европског дела Руске Федерације. Налази се у централном делу Тверске области и у административно-политичком смислу део је Лихослављанског рејона где представља засебну градску општину.
Према проценама националне статистичке службе, у вароши је 2014. живело 4.951 становника. Површина Калашњиховске општине је 4,39 км².

## Географија
Варошица се налази у централном делу Тверске области, на крајњем северу Лихослављанског рејона на око 60 километара северозападно од административног центра области, града Твера.
Значајна је железничка станица на железничкој линији која повезује Москву са Санкт Петербургом.

## Историја
Насељено место Калашњиково се у писаним изворима по први пут помиње 1779. као засеок који је припадао селу Јегорјевско. Интензивнији развој насеља долази са почетком градње железнице 1847. (завршена 1851. године) и наставља се с отварањем фабрике стакла у периоду 1886/87. годину. Фабрика која је била у приватном власништву национализована је 1918. године у складу са идејама Октобарске револуције.
Почетком априла 1932. тадашњем селу Калашњиково додељен је административни статус радничког насеља, односно службене варошице.

## Демографија
Према подацима са пописа становништва 2010. у вароши је живело 5.001 становника, док је према проценама за 2014. насеље имало 4.951 становника.
| 1859. | 1959. | 1970. | 1979. | 1989. | 2002. | 2010. | 2014.  |
| ----- | ----- | ----- | ----- | ----- | ----- | ----- | ------ |
| 125   | 5,544 | 6,446 | 5,825 | 5,572 | 5,198 | 5,001 | 4,951* |

Напомена: * према проценама националне статистичке службе.